# Јулбах (Интал)
Јулбах (њем. Julbach) општина је у њемачкој савезној држави Баварска. Једно је од 31 општинског средишта округа Ротал-Ин. Према процјени из 2010. у општини је живјело 2.354 становника. Посједује регионалну шифру (AGS) 9277127.

## Географски и демографски подаци
Јулбах се налази у савезној држави Баварска у округу Ротал-Ин. Општина се налази на надморској висини од 383 метра. Површина општине износи 11,3 km². У самом мјесту је, према процјени из 2010. године, живјело 2.354 становника. Просјечна густина становништва износи 209 становника/km².